# St John the Baptist Church (Frome)

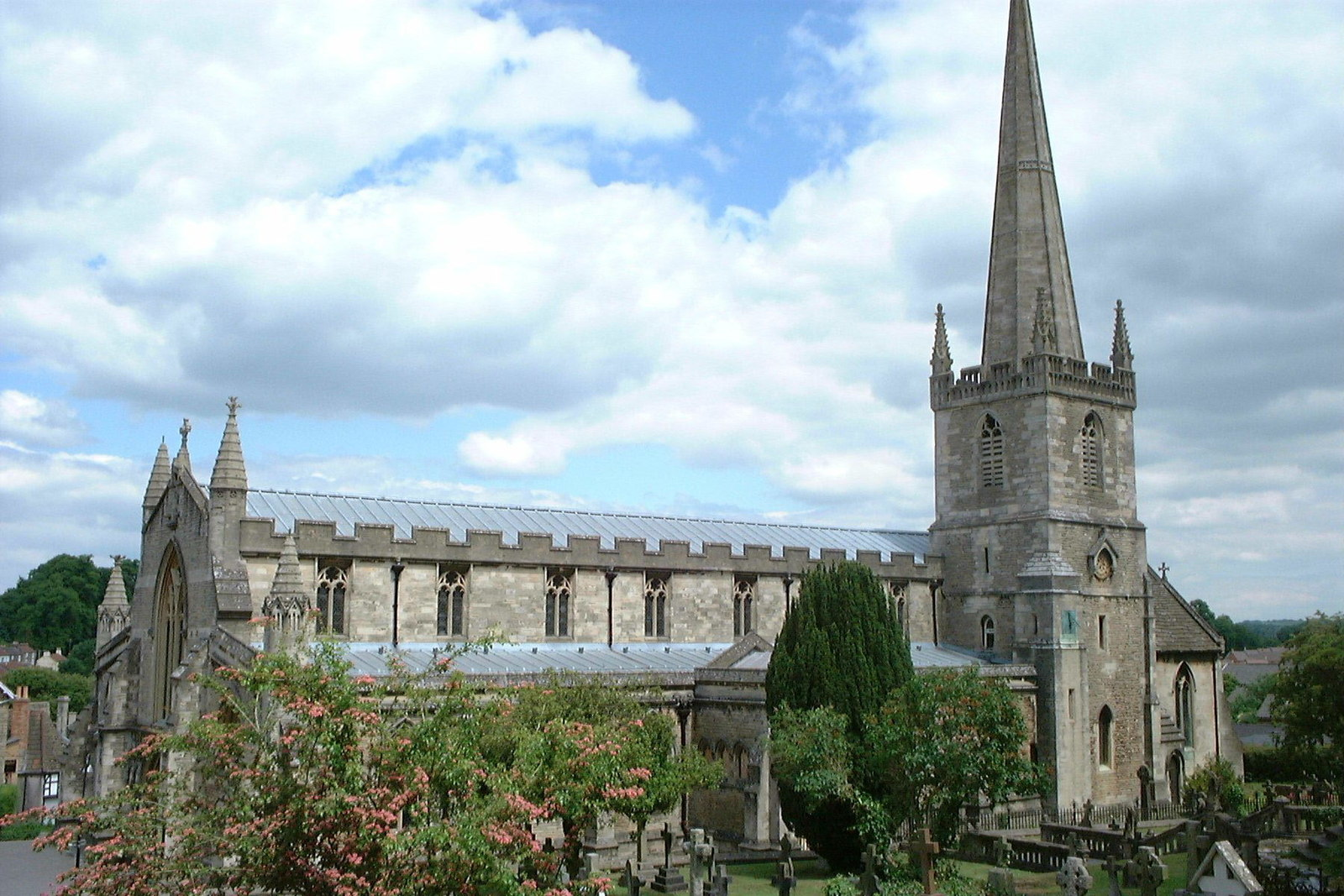
St John the Baptist Church, Frome

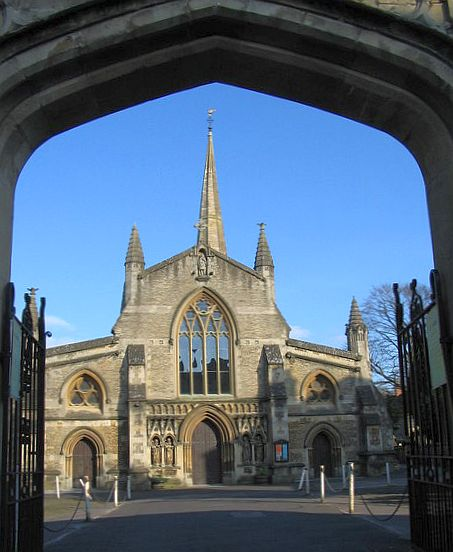
Fassade

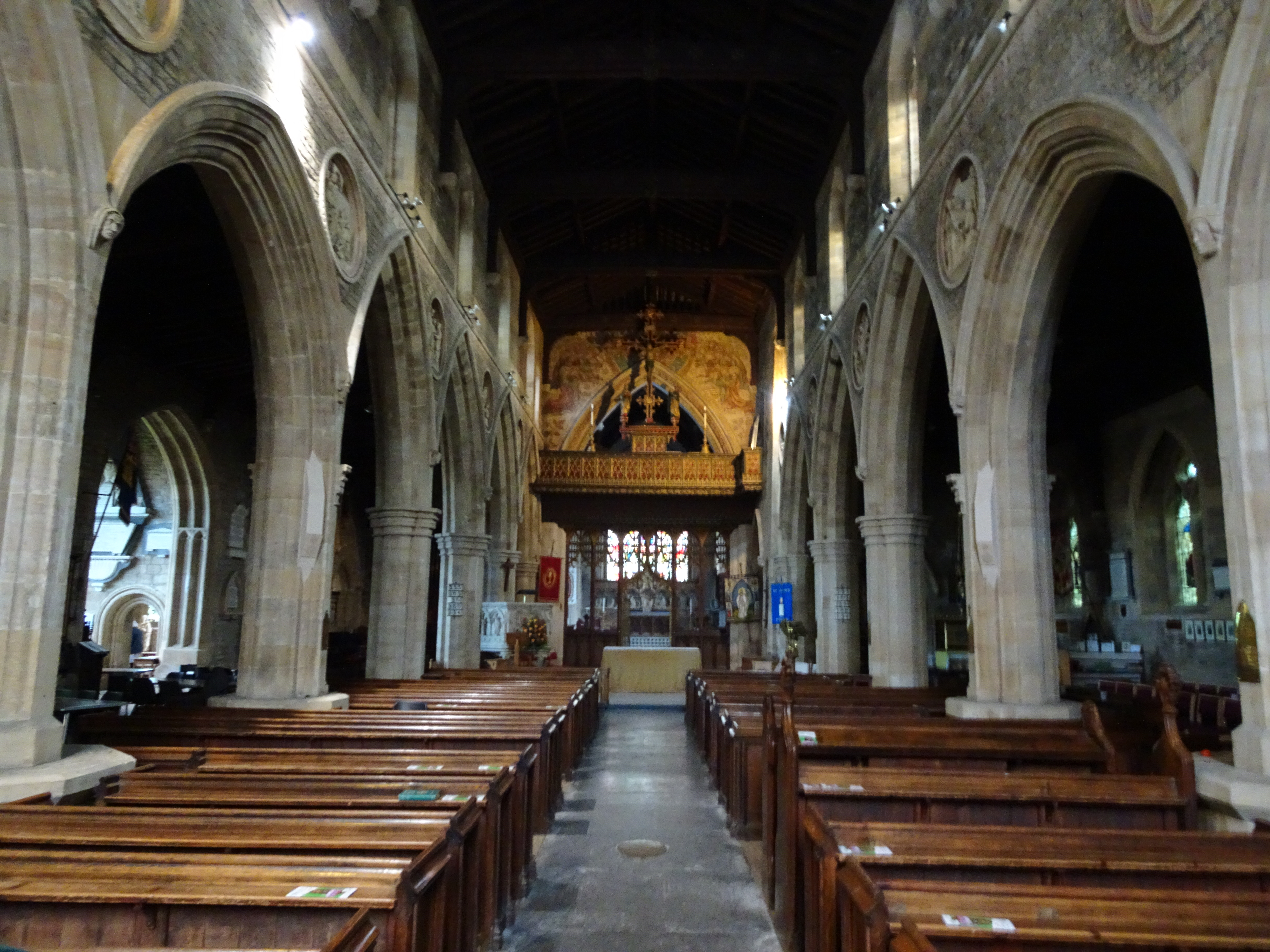
Langhaus und Chor

Die der Church of England zugehörige St John the Baptist Church in der südenglischen Stadt Frome in der Grafschaft (county) Somerset trägt das Patrozinium Johannes’ des Täufers; die Pfarrkirche ist als Grade-II*-Bauwerk gelistet und gehört zum Major Churches Network.

## Lage
Die etwa 30.000 Einwohner zählende Stadt Frome liegt knapp 40 km südöstlich der Hafenstadt Bristol bzw. nur etwa 20 km südlich der zum UNESCO-Welterbe gehörenden Stadt Bath in einer Höhe von ca. 65 m; die britische Hauptstadt London ist etwa 160 km in östlicher Richtung entfernt. Die St John the Baptist Church liegt – umgeben von einem alten Friedhof – nur wenige Meter südlich des Stadtzentrums.

## Geschichte
Eine erste angelsächsische Kirche wurde bereits gegen Ende des 7. Jahrhunderts erbaut; diese wurde im 12. Jahrhundert durch einen normannischen Bau ersetzt, der seinerseits zu Beginn des 15. Jahrhunderts der heutigen spätgotischen Kirche Platz machen musste. Auf Drängen der Puritaner wurden im Jahr 1643 die mittelalterlichen Glasfenster entfernt und zerstört. Um die Mitte des 19. Jahrhunderts wurde die Kirche umfassend restauriert; dabei erhielt sie auch neue Glasfenster.

## Architektur
Der Treppenaufgang zur Kirche wird von einem Kreuzweg begleitet. Der auf der Nordseite der Kirche stehende Glockenturm (bell tower) mit seinem steinernen Spitzhelm (spire) überragt den Bau. Das Innere der Kirche ist dreischiffig und basilikal angelegt; sie hat kein Querschiff. Langhaus (nave) und Chor (chancel) sind durch einen – später bemalten – Triumphbogen voneinander getrennt. Der gesamte Kirchenraum hat hölzerne Decken. In den Zwickeln der Arkaden sind Rundreliefs angebracht.

## Ausstattung
Die meisten Ausstattungsgegenstände wie die Kanzel (pulpit) oder die Altarrückwand (reredos) stammen aus dem 19. Jahrhundert.
Zur mittelalterlichen Ausstattung gehören zwei als Spolien vermauerte Steinreliefs der angelsächsischen Kirche sowie ein romanisches Taufbecken.

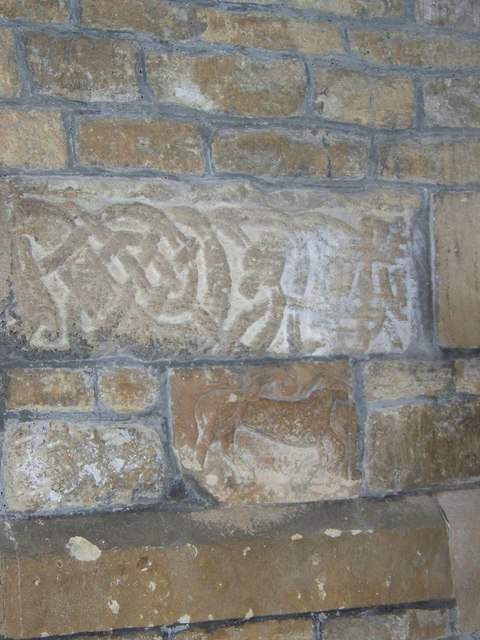
Angelsächsische Steine
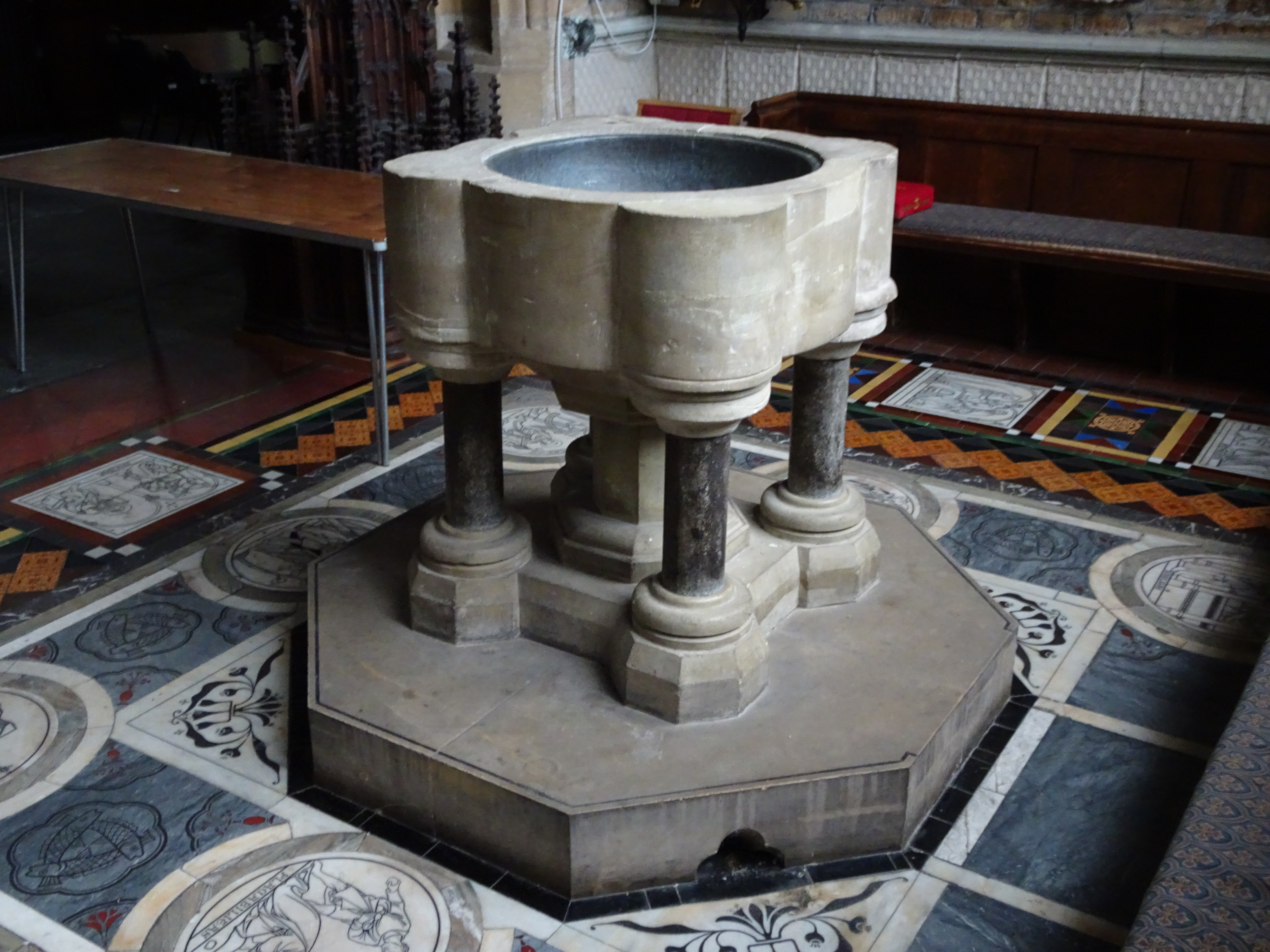
Taufbecken